# Olympische Sommerspiele 1928/Teilnehmer (Österreich)
| Gelbes Symbol für Goldmedaillen mit stilisierten Olympischen Ringen | Graues Symbol für Silbermedaillen mit stilisierten Olympischen Ringen | Braundes Symbol für Bronzemedaillen mit stilisierten Olympischen Ringen |
| ------------------------------------------------------------------- | --------------------------------------------------------------------- | ----------------------------------------------------------------------- |
| 2                                                                   | —                                                                     | 1                                                                       |

Österreich nahm an den Olympischen Sommerspielen 1928 in Amsterdam, Niederlande, mit einer Delegation von 52 Sportlern (47 Männer und fünf Frauen) teil.

## Medaillen

### Medaillenspiegel
| Rang   | Sportart     | Gold | Silber | Bronze | Gesamt |
| ------ | ------------ | ---- | ------ | ------ | ------ |
| 1      | Gewichtheben | 2    | —      | —      | 2      |
| 2      | Rudern       | —    | —      | 1      | 1      |
| Gesamt | Gesamt       | 2    | —      | 1      | 3      |

### Medaillengewinner
| Name/n                     | Sportart         | Wettkampf             |
| -------------------------- | ---------------- | --------------------- |
| Gold                       |                  |                       |
| Franz Andrysek             | Gewichtheben     | Federgewicht          |
| Edwin Grienauer            | Kunstwettbewerbe | Reliefs und Medaillen |
| Hans Haas                  | Gewichtheben     | Leichtgewicht         |
| Bronze                     |                  |                       |
| Leo Losert & Viktor Flessl | Rudern           | Doppelzweier          |

Medaillen in den Kunstwettbewerben flossen nicht in den offiziellen Medaillenspiegel ein.

## Teilnehmer nach Sportarten

### Boxen
| Athleten       | Wettbewerb    | 1. Runde        | 1. Runde | Achtelfinale  | Achtelfinale  | Viertelfinale | Viertelfinale | Halbfinale    | Halbfinale    | Finale        | Finale        | Rang |
| Athleten       | Wettbewerb    | Gegner          | Ergebnis | Gegner        | Ergebnis      | Gegner        | Ergebnis      | Gegner        | Ergebnis      | Gegner        | Ergebnis      | Rang |
| -------------- | ------------- | --------------- | -------- | ------------- | ------------- | ------------- | ------------- | ------------- | ------------- | ------------- | ------------- | ---- |
| Hans Fraberger | Weltergewicht | Raymond Smillie |          | ausgeschieden | ausgeschieden | ausgeschieden | ausgeschieden | ausgeschieden | ausgeschieden | ausgeschieden | ausgeschieden | 17   |

### Fechten
| Athleten                                                                               | Wettbewerb         | 1. Runde                    | 1. Runde | Achtelfinale | Achtelfinale | Viertelfinale | Viertelfinale | Halbfinale         | Halbfinale    | Finale        | Finale        | Rang |
| Athleten                                                                               | Wettbewerb         | Gegner                      | Ergebnis | Gegner       | Ergebnis     | Gegner        | Ergebnis      | Gegner             | Ergebnis      | Gegner        | Ergebnis      | Rang |
| -------------------------------------------------------------------------------------- | ------------------ | --------------------------- | -------- | ------------ | ------------ | ------------- | ------------- | ------------------ | ------------- | ------------- | ------------- | ---- |
| Hans Lion                                                                              | Florett Einzel     | György Rozgonyi             | Q        | -            | -            | -             | -             | Erwin Casmir       | DNQ           | ausgeschieden | ausgeschieden |      |
| Hans Lion                                                                              | Florett Einzel     | Bertil Uggla                | Q        | -            | -            | -             | -             | Ugo Pignotti       | DNQ           | ausgeschieden | ausgeschieden |      |
| Hans Lion                                                                              | Florett Einzel     | Diego García                | Q        | -            | -            | -             | -             | Philippe Cattiau   | DNQ           | ausgeschieden | ausgeschieden |      |
| Hans Lion                                                                              | Florett Einzel     | Władysław Segda             | Q        | -            | -            | -             | -             | Joe Levis          | DNQ           | ausgeschieden | ausgeschieden |      |
| Hans Lion                                                                              | Florett Einzel     | Ðuro Freund                 | Q        | -            | -            | -             | -             | Zoltán Schenker    | DNQ           | ausgeschieden | ausgeschieden |      |
| Hans Lion                                                                              | Florett Einzel     | -                           | -        | -            | -            | -             | -             | Nicolaas Nederpeld | DNQ           | ausgeschieden | ausgeschieden |      |
| Hans Lion                                                                              | Florett Einzel     | -                           | -        | -            | -            | -             | -             | Albert De Roocker  | DNQ           | ausgeschieden | ausgeschieden |      |
| Kurt Ettinger                                                                          | Florett Einzel     | Philippe Cattiau            | Q        | -            | -            | -             | -             | Lucien Gaudin      | DNQ           | ausgeschieden | ausgeschieden |      |
| Kurt Ettinger                                                                          | Florett Einzel     | Raymond Bru                 | Q        | -            | -            | -             | -             | Giulio Gaudini     | DNQ           | ausgeschieden | ausgeschieden |      |
| Kurt Ettinger                                                                          | Florett Einzel     | Kim Bærentzen               | Q        | -            | -            | -             | -             | Raymond Bru        | DNQ           | ausgeschieden | ausgeschieden |      |
| Kurt Ettinger                                                                          | Florett Einzel     | Jacob Bergsland             | Q        | -            | -            | -             | -             | Fritz Gazzera      | DNQ           | ausgeschieden | ausgeschieden |      |
| Kurt Ettinger                                                                          | Florett Einzel     | Torvald Appelroth           | Q        | -            | -            | -             | -             | Ivan Osiier        | DNQ           | ausgeschieden | ausgeschieden |      |
| Kurt Ettinger                                                                          | Florett Einzel     | Gheorghe Caranfil (Fechter) | Q        | -            | -            | -             | -             | George Calnan      | DNQ           | ausgeschieden | ausgeschieden |      |
| Kurt Ettinger                                                                          | Florett Einzel     | -                           | -        | -            | -            | -             | -             | Oscar Viñas        | DNQ           | ausgeschieden | ausgeschieden |      |
| Richard Brünner                                                                        | Florett Einzel     | Roger Ducret                | DNQ      | -            | -            | -             | -             | ausgeschieden      | ausgeschieden | ausgeschieden | ausgeschieden |      |
| Richard Brünner                                                                        | Florett Einzel     | Dernell Every               | DNQ      | -            | -            | -             | -             | ausgeschieden      | ausgeschieden | ausgeschieden | ausgeschieden |      |
| Richard Brünner                                                                        | Florett Einzel     | Mihai Savu                  | DNQ      | -            | -            | -             | -             | ausgeschieden      | ausgeschieden | ausgeschieden | ausgeschieden |      |
| Richard Brünner                                                                        | Florett Einzel     | Ivar Tingdahl               | DNQ      | -            | -            | -             | -             | ausgeschieden      | ausgeschieden | ausgeschieden | ausgeschieden |      |
| Richard Brünner                                                                        | Florett Einzel     | Joseph Misrahi              | DNQ      | -            | -            | -             | -             | ausgeschieden      | ausgeschieden | ausgeschieden | ausgeschieden |      |
| Richard Brünner                                                                        | Florett Einzel     | Julius Thomson              | DNQ      | -            | -            | -             | -             | ausgeschieden      | ausgeschieden | ausgeschieden | ausgeschieden |      |
| Richard Brünner                                                                        | Florett Einzel     | Armando Alemán              | DNQ      | -            | -            | -             | -             | ausgeschieden      | ausgeschieden | ausgeschieden | ausgeschieden |      |
| Hans Lion Kurt Ettinger Richard Brünner Ernst Baylon Hans Schönbaumsfeld Rudolf Berger | Florett Mannschaft | Königreich Italien          | Q        | -            | -            | Frankreich    | DNQ           | ausgeschieden      | ausgeschieden | ausgeschieden | ausgeschieden |      |
| Hans Lion Kurt Ettinger Richard Brünner Ernst Baylon Hans Schönbaumsfeld Rudolf Berger | Florett Mannschaft | Vereinigtes Königreich      | Q        | -            | -            | Belgien       | DNQ           | ausgeschieden      | ausgeschieden | ausgeschieden | ausgeschieden |      |
| Hans Lion Kurt Ettinger Richard Brünner Ernst Baylon Hans Schönbaumsfeld Rudolf Berger | Florett Mannschaft | -                           | -        | -            | -            | Schweiz       | DNQ           | ausgeschieden      | ausgeschieden | ausgeschieden | ausgeschieden |      |

### Gewichtheben
| Athleten         | Wettbewerb          | Drücken | Reißen        | Stoßen        | Gesamtgewicht | Rang          |
| ---------------- | ------------------- | ------- | ------------- | ------------- | ------------- | ------------- |
| Franz Andrysek   | Federgewicht        | 77,5 kg | 90 kg         | 120 kg        | 287,5 kg      | Gold          |
| Karl Freiberger  | Leichtschwergewicht | 95 kg   | 95 kg         | 132,5 kg      | 322,5 kg      | 6             |
| Hans Haas        | Leichtgewicht       | 85 kg   | 102,5 kg      | 135 kg        | 322,5 kg      | Gold          |
| Anton Hangel     | Leichtgewicht       | 77,5 kg | 90 kg         | 120 kg        | 287,5 kg      | 7             |
| Karl Hipfinger   | Mittelgewicht       | 82,5    | 95 kg         | ogV           | ausgeschieden | ausgeschieden |
| Franz Nitterl    | Mittelgewicht       | ogV     | ausgeschieden | ausgeschieden | ausgeschieden | ausgeschieden |
| Josef Leppelt    | Schwergewicht       | 105 kg  | 110 kg        | 140 kg        | 355 kg        | 5             |
| Rudolf Schilberg | Schwergewicht       | 115 kg  | 105 kg        | 135 kg        | 355 kg        | 5             |
| Andreas Stadler  | Federgewicht        | 72,5 kg | 80 kg         | 115 kg        | 267,5 kg      | 6             |
| Josef Zemann     | Leichtschwergewicht | 75 kg   | 105 kg        | 135 kg        | 315           | 7             |

### Hockey
| Athleten |                                                         |
| August Wildam Arthur Winter Alfred Revi Emil Haladik Erwin Landesmann Erwin Nossig Fritz Herzl Fritz Lichtschein Hubert Lichtneckert Hans Rosenfeld Hans Wald Kurt Lehrfeld Karl Ördögh Otto Stritzko Paul Massarek Willi Machu |                                                         |
| Gruppenphase | Indien (0:6) Dänemark (1:3) Belgien (0:4) Schweiz (0:1) |
| Finale | ausgeschieden                                           |
| Spiel um Platz 3 | ausgeschieden                                           |
| Platz | 5                                                       |

### Leichtathletik

#### Laufen und Gehen
| Athleten            | Wettbewerb   | Vorlauf | Vorlauf | Viertelfinale | Viertelfinale | Halbfinale    | Halbfinale    | Finale        | Finale        |
| Athleten            | Wettbewerb   | Zeit    | Platz   | Zeit          | Platz         | Zeit          | Platz         | Zeit          | Platz         |
| ------------------- | ------------ | ------- | ------- | ------------- | ------------- | ------------- | ------------- | ------------- | ------------- |
| Herren              |              |         |         |               |               |               |               |               |               |
| Hermann Geißler     | 100 m        | 11,2 s  | 3       | ausgeschieden | ausgeschieden | ausgeschieden | ausgeschieden | ausgeschieden | ausgeschieden |
| Hermann Geißler     | 200 m        | 22,4 s  | 1       | k. A.         | 4             | ausgeschieden | ausgeschieden | ausgeschieden | ausgeschieden |
| Hermann Geißler     | 400 m        | 50,2 s  | 1       | k. A.         | 5             | ausgeschieden | ausgeschieden | ausgeschieden | ausgeschieden |
| Ludwig Vesely       | 110 m Hürden | k. A.   | 3       | ausgeschieden | ausgeschieden | ausgeschieden | ausgeschieden | ausgeschieden | ausgeschieden |
| Damen               |              |         |         |               |               |               |               |               |               |
| Josefine Lauterbach | 800 m        | k. A.   | 8       | ausgeschieden | ausgeschieden | ausgeschieden | ausgeschieden | ausgeschieden | ausgeschieden |

#### Werfen und Springen
| Athleten     | Wettbewerb | Qualifikation | Qualifikation | Finale  | Finale |
| Athleten     | Wettbewerb | Weite         | Platz         | Weite   | Platz  |
| ------------ | ---------- | ------------- | ------------- | ------- | ------ |
| Damen        |            |               |               |         |        |
| Lisl Perkaus | Diskuswurf | 33,54 m       | 2             | 33,54 m | 6      |

#### Mehrkampf
| Athlet        | Disziplin | 100 m  | 100 m | Weitsprung | Weitsprung | Kugelstoßen | Kugelstoßen | Hochsprung | Hochsprung | 400 m  | 400 m | 110 m Hürden | 110 m Hürden | Diskuswurf | Diskuswurf | Stabhochsprung | Stabhochsprung | Speerwurf | Speerwurf | 1500 m     | 1500 m | Endergebnis | Endergebnis |
| Athlet        | Disziplin | Zeit   | Platz | Weite      | Platz      | Weite       | Platz       | Höhe       | Platz      | Zeit   | Platz | Zeit         | Platz        | Weite      | Platz      | Höhe           | Platz          | Weite     | Platz     | Zeit       | Platz  | Punkte      | Platz       |
| ------------- | --------- | ------ | ----- | ---------- | ---------- | ----------- | ----------- | ---------- | ---------- | ------ | ----- | ------------ | ------------ | ---------- | ---------- | -------------- | -------------- | --------- | --------- | ---------- | ------ | ----------- | ----------- |
| Ludwig Vesely | Zehnkampf | 11,6 s | 7     | 6,73 m     | 9          | 12,58 m     | 7           | 1,70 m     | 13         | 52,2 s | 3     | 15,8 s       | 3            | 35,46 m    | 12         | 3,20 m         | 13             | 47,44 m   | 11        | 4:47,0 min | 8      | 7.274,850   | 7           |

### Radsport
| Athleten     | Wettbewerb        | Zeit       | Platz |
| ------------ | ----------------- | ---------- | ----- |
| Ferry Dusika | 1000 m Zeitfahren | 1:22,0 min | 15    |

| Athleten        | Wettbewerb | 1. Runde | 1. Runde | Trostrunde – Halbfinale | Trostrunde – Halbfinale | Trostrunde – Finale | Trostrunde – Finale | Viertelfinale | Viertelfinale | Halbfinale    | Halbfinale    | Finale / Platz 3 | Finale / Platz 3 |
| Athleten        | Wettbewerb | Zeit     | Platz    | Zeit                    | Platz                   | Zeit                | Platz               | Zeit          | Platz         | Zeit          | Platz         | Zeit             | Platz            |
| --------------- | ---------- | -------- | -------- | ----------------------- | ----------------------- | ------------------- | ------------------- | ------------- | ------------- | ------------- | ------------- | ---------------- | ---------------- |
| August Schaffer | Sprint     | k. A.    | 3        | k. A.                   | 3                       | ausgeschieden       | ausgeschieden       | ausgeschieden | ausgeschieden | ausgeschieden | ausgeschieden | ausgeschieden    | ausgeschieden    |

| Athleten                     | Wettbewerb | 1. Runde                    | 1. Runde | 1. Runde | Trostrunde – Halbfinale | Trostrunde – Halbfinale | Trostrunde – Halbfinale | Trostrunde – Finale | Trostrunde – Finale | Trostrunde – Finale | Viertelfinale | Viertelfinale | Viertelfinale | Halbfinale    | Halbfinale    | Halbfinale    | Finale / Platz 3 | Finale / Platz 3 | Finale / Platz 3 |
| Athleten                     | Wettbewerb | Gegner                      | Zeit     | Platz    | Gegner                  | Zeit                    | Platz                   | Gegner              | Zeit                | Platz               | Gegner        | Zeit          | Platz         | Gegner        | Zeit          | Platz         | Gegner           | Zeit             | Platz            |
| ---------------------------- | ---------- | --------------------------- | -------- | -------- | ----------------------- | ----------------------- | ----------------------- | ------------------- | ------------------- | ------------------- | ------------- | ------------- | ------------- | ------------- | ------------- | ------------- | ---------------- | ---------------- | ---------------- |
| August Schaffer Ferry Dusika | Tandem     | Bernard Leene Daan van Dijk | k. A.    | 2        | -                       | -                       | -                       | -                   | -                   | -                   | ausgeschieden | ausgeschieden | ausgeschieden | ausgeschieden | ausgeschieden | ausgeschieden | ausgeschieden    | ausgeschieden    | ausgeschieden    |

### Reiten

#### Dressur
| Athleten                                                                          | Wettbewerb | Punkte | Rang |
| --------------------------------------------------------------------------------- | ---------- | ------ | ---- |
| Arthur von Pongracz mit Turridu                                                   | Einzel     | 204,28 | 13   |
| Wilhelm Jaich mit Graf                                                            | Einzel     | 204,16 | 14   |
| Gustav Grachegg mit Daniel                                                        | Einzel     | 191,96 | 21   |
| Arthur von Pongracz mit Turridu Wilhelm Jaich mit Graf Gustav Grachegg mit Daniel | Mannschaft | 600,40 | 6    |

### Ringen
Legende: G = Gewonnen, V = Verloren, S = Schultersieg
| Athleten                | Wettbewerb    | 1. Runde          | 1. Runde | 2. Runde       | 2. Runde | 3. Runde        | 3. Runde      | 4. Runde      | 4. Runde      | 5. Runde      | 5. Runde      | 6. Runde      | 6. Runde      | Rang |
| Athleten                | Wettbewerb    | Gegner            | Ergebnis | Gegner         | Ergebnis | Gegner          | Ergebnis      | Gegner        | Ergebnis      | Gegner        | Ergebnis      | Gegner        | Ergebnis      | Rang |
| ----------------------- | ------------- | ----------------- | -------- | -------------- | -------- | --------------- | ------------- | ------------- | ------------- | ------------- | ------------- | ------------- | ------------- | ---- |
| Griechisch-römisch      |               |                   |          |                |          |                 |               |               |               |               |               |               |               |      |
| Ludwig Schlanger        | Federgewicht  | Voldemar Väli     | V        | Károly Kárpáti | V        | ausgeschieden   | ausgeschieden | ausgeschieden | ausgeschieden | ausgeschieden | ausgeschieden | ausgeschieden | ausgeschieden | 14   |
| Eugen Wiesberger senior | Schwergewicht | Alberts Zvejnieks | G        | Ibrahim Sobh   | S        | Hjalmar Nyström | V             | Raymund Badó  | S             | Josef Urban   | S             | ausgeschieden | ausgeschieden | 4    |

### Rudern
| Athleten                 | Wettbewerb   | 1. Runde                     | 1. Runde   | 1. Hoffnungslauf | 1. Hoffnungslauf | 2. Runde                        | 2. Runde   | 2. Hoffnungslauf | 2. Hoffnungslauf | 3. Runde                  | 3. Runde   | Halbfinale                      | Halbfinale | Finale        | Finale        | Rang   |
| Athleten                 | Wettbewerb   | Gegner                       | Zeit       | Gegner           | Zeit             | Gegner                          | Zeit       | Gegner           | Zeit             | Gegner                    | Zeit       | Gegner                          | Zeit       | Gegner        | Zeit          | Rang   |
| ------------------------ | ------------ | ---------------------------- | ---------- | ---------------- | ---------------- | ------------------------------- | ---------- | ---------------- | ---------------- | ------------------------- | ---------- | ------------------------------- | ---------- | ------------- | ------------- | ------ |
| Leo Losert Viktor Flessl | Doppelzweier | Humphrey Boardman Denis Guye | 7:55,8 min | -                | -                | Paul Costello Charles McIlvaine | 6:55,6 min | -                | 7:32,6 min       | Han Cox Constant Pieterse | 6:46,4 min | Paul Costello Charles McIlvaine | 6:48,8 min | ausgeschieden | ausgeschieden | Bronze |

### Schwimmen
| Athleten        | Wettbewerb     | Vorlauf    | Vorlauf | Halbfinale    | Halbfinale    | Finale        | Finale        |
| Athleten        | Wettbewerb     | Zeit       | Platz   | Zeit          | Platz         | Zeit          | Platz         |
| --------------- | -------------- | ---------- | ------- | ------------- | ------------- | ------------- | ------------- |
| Herren          |                |            |         |               |               |               |               |
| Karl Schäfer    | 200 m Brust    | 2:56,6 min | 2       | k. A.         | 4             | ausgeschieden | ausgeschieden |
| Damen           |                |            |         |               |               |               |               |
| Fritzi Löwy     | 400 m Freistil | 6:20,0 min | 3       | ausgeschieden | ausgeschieden | ausgeschieden | ausgeschieden |
| Hedy Bienenfeld | 200 m Brust    | k. A.      | 4       | ausgeschieden | ausgeschieden | ausgeschieden | ausgeschieden |

### Segeln
| Athleten       | Wettbewerb   | 1. Wettfahrt | 1. Wettfahrt | 2. Wettfahrt | 2. Wettfahrt | 3. Wettfahrt | 3. Wettfahrt | 4. Wettfahrt | 4. Wettfahrt | 5. Wettfahrt  | 5. Wettfahrt  | 6. Wettfahrt  | 6. Wettfahrt  | 7. Wettfahrt  | 7. Wettfahrt  | 8. Wettfahrt  | 8. Wettfahrt  | Punkte | Rang |
| Athleten       | Wettbewerb   | Punkte       | Rang         | Punkte       | Rang         | Punkte       | Rang         | Punkte       | Rang         | Punkte        | Rang          | Punkte        | Rang          | Punkte        | Rang          | Punkte        | Rang          | Punkte | Rang |
| -------------- | ------------ | ------------ | ------------ | ------------ | ------------ | ------------ | ------------ | ------------ | ------------ | ------------- | ------------- | ------------- | ------------- | ------------- | ------------- | ------------- | ------------- | ------ | ---- |
| Robert Johanny | 12-Fuß-Jolle | 9            | 9            | 10           | DNF          | 10           | DNF          | 10           | DNS          | ausgeschieden | ausgeschieden | ausgeschieden | ausgeschieden | ausgeschieden | ausgeschieden | ausgeschieden | ausgeschieden | 39     | 19   |

### Wasserspringen
| Athleten         | Wettbewerb        | Qualifikation | Qualifikation | Finale        | Finale        |
| Athleten         | Wettbewerb        | Punkte        | Rang          | Punkte        | Rang          |
| ---------------- | ----------------- | ------------- | ------------- | ------------- | ------------- |
| Herren           |                   |               |               |               |               |
| Josef Staudinger | 3 m Kunstspringen | 128,54        | 6             | ausgeschieden | ausgeschieden |
| Josef Staudinger | 10 m Turmspringen | 73,32         | 6             | ausgeschieden | ausgeschieden |
| Damen            |                   |               |               |               |               |
| Klara Bornett    | 3 m Kunstspringen | -             | -             | 56,90         | 9             |